# Kettennuss

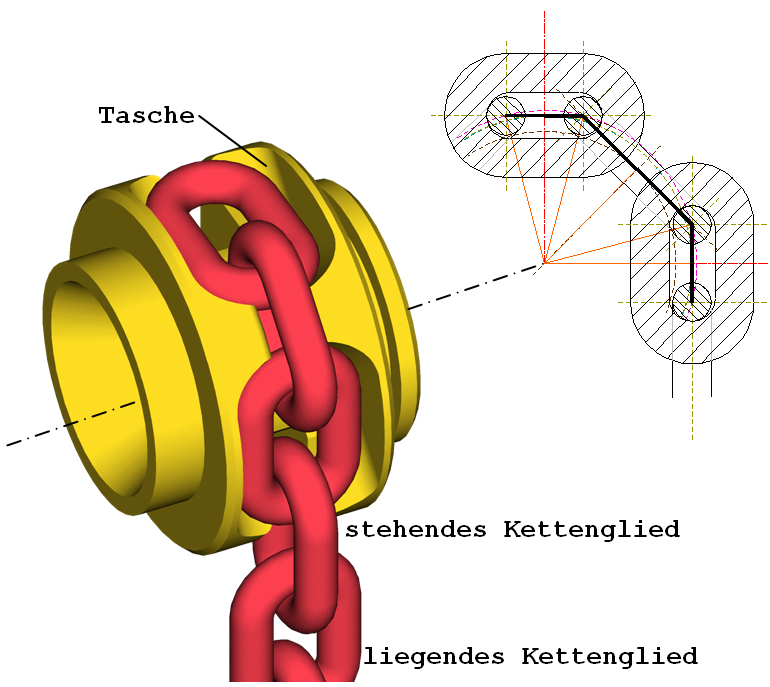
Prinzipdarstellung

Als Kettennuss oder Taschenrad wird ein Kettenrad von besonderer Verzahnungsform bezeichnet. Dieses Kettenrad ist in der Form den Kettengliedern, z. B. einer Ankerkette oder der Kette einer nicht freifahrenden Fähre angepasst, so dass sich eine Gliederkette von passender Stärke und Teilung bei halber Umschlingung des Rades fest an die Kettennuss anschmiegt und das Drehmoment des Antriebes formschlüssig auf die Kette übertragen wird.